# Mixochroa gratiosata
Mixochroa gratiosata là một loài bướm đêm trong họ Geometridae.